# Isosaari (ö i Finland, Nyland, Helsingfors, lat 60,48, long 24,42)
Isosaari är en ö i Finland. Den ligger i sjön Moksjärvi och i kommunen Vichtis i den ekonomiska regionen  Helsingfors  och landskapet Nyland, i den södra delen av landet, 40 km nordväst om huvudstaden Helsingfors. Öns area är 1,7 hektar och dess största längd är 190 meter i öst-västlig riktning.